# Спер (Тексас)
Спер (енгл. Spur) град је у америчкој савезној држави Тексас. По попису становништва из 2010. у њему је живело 1.318 становника.

## Демографија
Према попису становништва из 2010. у граду је живело 1.318 становника, што је 230 (21,1%) становника више него 2000. године.
| Група             | 2000.       | 2010.       |
| Белци             | 700 (64,3%) | 689 (52,3%) |
| Афроамериканци    | 37 (3,4%)   | 88 (6,7%)   |
| Азијати           | 2 (0,2%)    | 8 (0,6%)    |
| Хиспаноамериканци | 340 (31,3%) | 519 (39,4%) |
| Укупно            | 1.088       | 1.318       |